# 法加伊圖亞
法加伊圖亞（英語：Faga'itua）是美屬薩摩亞圖圖伊拉島東部的一座村莊。它座落於法加伊圖亞灣的中央海岸。它位於蘇奧縣。
法加伊圖亞的珊瑚礁在2009年薩摩亞地震中遭到嚴重破壞。
根據2010年美國人口普查的數據顯示，居住在法加伊圖亞的人口數量為433人。